# Флейта (поперечна)
Флейта або поперечна флейта, також велика флейта, італ. flauto від лат. flatus — «вітер»; фр. flûte, англ. flute, нім. Flöte - дерев'яний духовий музичний інструмент сопранового регістру. Діапазон - від h або c1 до c4 і вище. Ноти пишуться в скрипковому ключі відповідно реальному звучанню.
Сучасного вигляду поперечна флейта набула у XIX столітті після того, як німецький майстер Теобальд Бем (нім. Theobald Boehm або  Böhm) поклав в основу конструкції інструменту акустичні розрахунки і розробив клапанну систему, яка тепер називається системою Бема.

## Будова

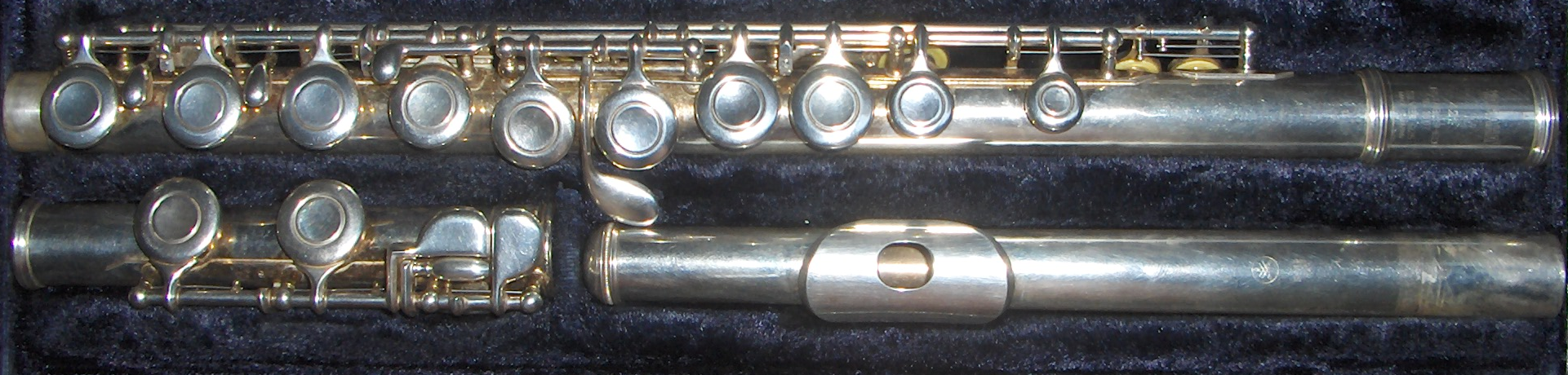
Флейта фірми Yamaha у розібраному вигляді

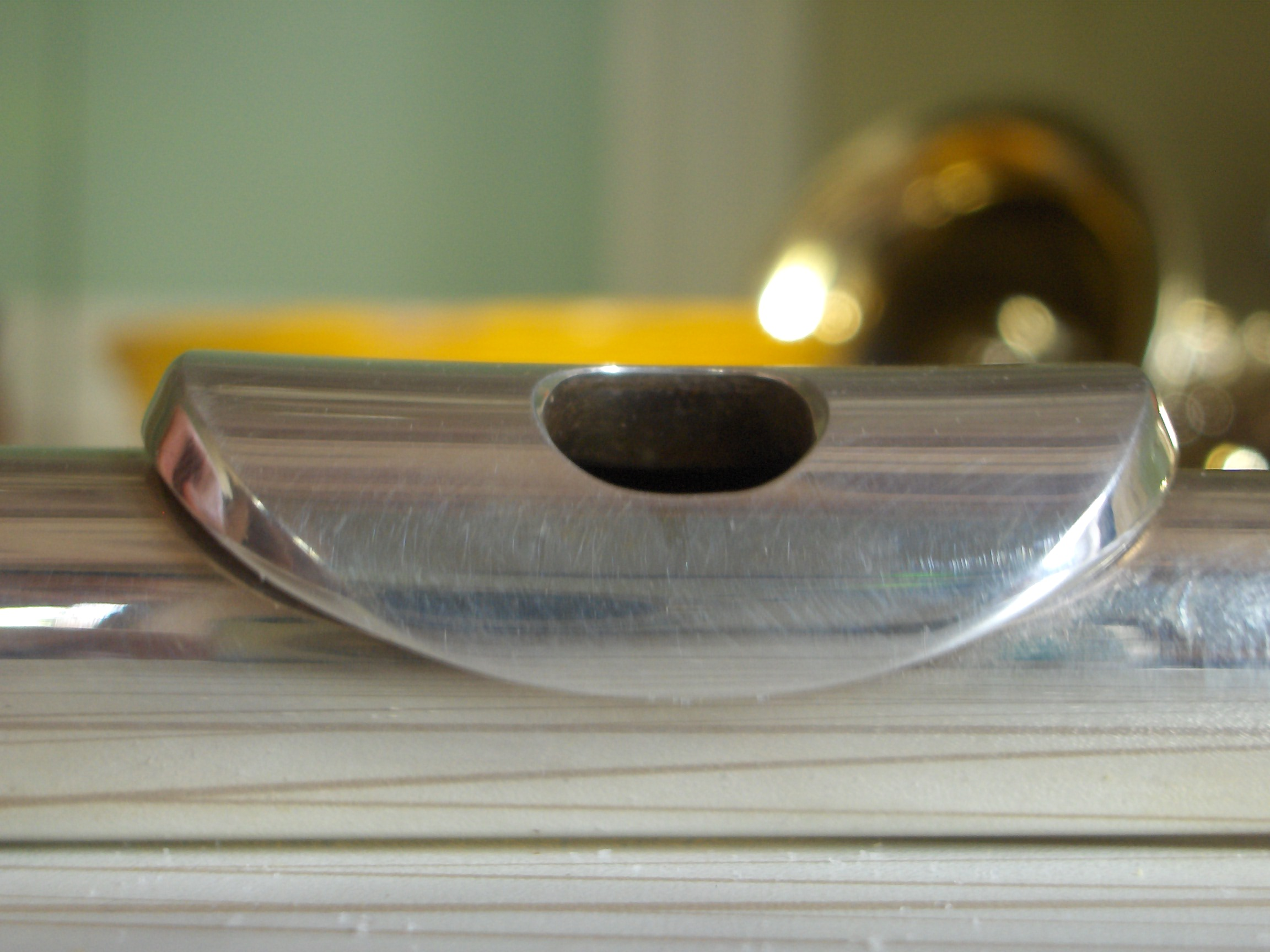
Губки на голівці флейти

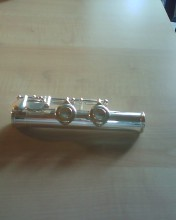
Коліно флейти (до)

Флейта становить собою довгасту циліндричну трубку із системою клапанів, закриту з одного кінця. Сучасна флейта ділиться на три частини: голівку, тіло й коліно.
На голівці знаходиться спеціальний бічний отвір до якого музикант прикладає губи і спрямовуючи струмінь повітря до її краю видобуває звук з інструменту. У лівому кінці усередині голівки знаходиться пробка, положенням якої регулюється загальний стрій інструмента.
Тіло флейти містить ряд клапанів, які можуть бути розміщені в одну лінію («inline»), або з виступом клапану «соль» («offset»). Розрізняють два типи клапанів — закриті (без резонаторів) і відкриті (з резонаторами). Відкриті клапани одержали більше поширення, завдяки тому, що надають флейтисту можливість відчути швидкість струменя повітря й резонанс звуку під пальцями, а також дещо коректувати інтонацію, що особливо важливо для виконання сучасної музики.
Коліно флейти буває двох типів: коліно до та коліно сі. На флейті з коліном до нижнім звуком є до першої октави, на флейтах з коліном сі — сі малої октави відповідно. Коліно сі довше за коліно до і робить інструмент важчим.

## Використання

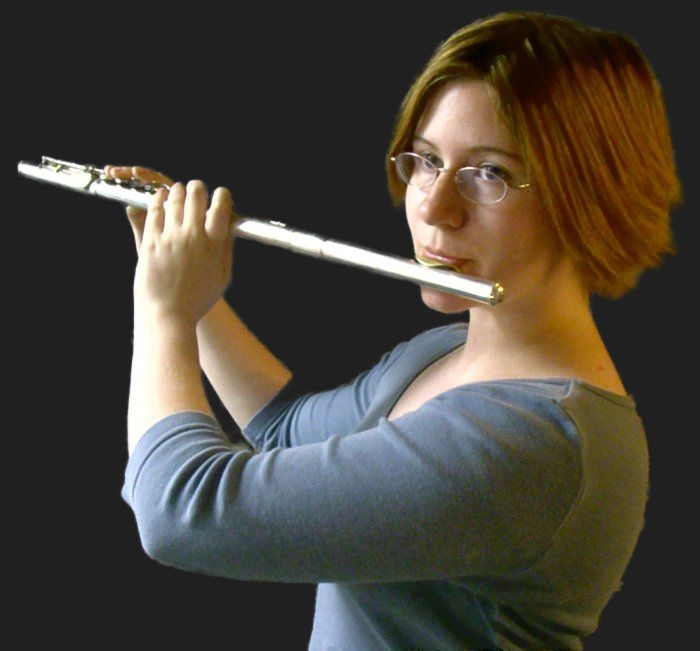
Флейтистка

Тембр флейти ясний і прозорий у середньому регістрі, дещо шиплячий у нижньому і трохи різкий - у верхньому. Флейті доступна найрізноманітніші види техніки, їй часто поручається оркестрове соло. Застосовується в симфонічному й духовому оркестрах, а також, поряд із кларнетом, частіше інших дерев'яних духових, - у камерних ансамблях. У симфонічному оркестрі застосовуються від однієї до п'яти флейт, найчастіше дві-три, причому одна з них (звичайно остання за номером) може мінятися на один із її різновидів (флейту піколо або альтову флейту).